# N-吡咯烷基原尼秦
N-吡咯烷基原尼秦是一种具有阿片类药物作用的苯并咪唑衍生物，为原尼秦的二乙氨基被吡咯烷基取代的有机化合物。它作为狡詐家藥物于2022年中首次被报道，并在2023年加拿大缴获的毒品中被确认。尽管暂无药理学的正式研究，但据报道其效力略低于N-吡咯烷基依托尼秦，比芬太尼高数倍。